# Herzogtum Mantua

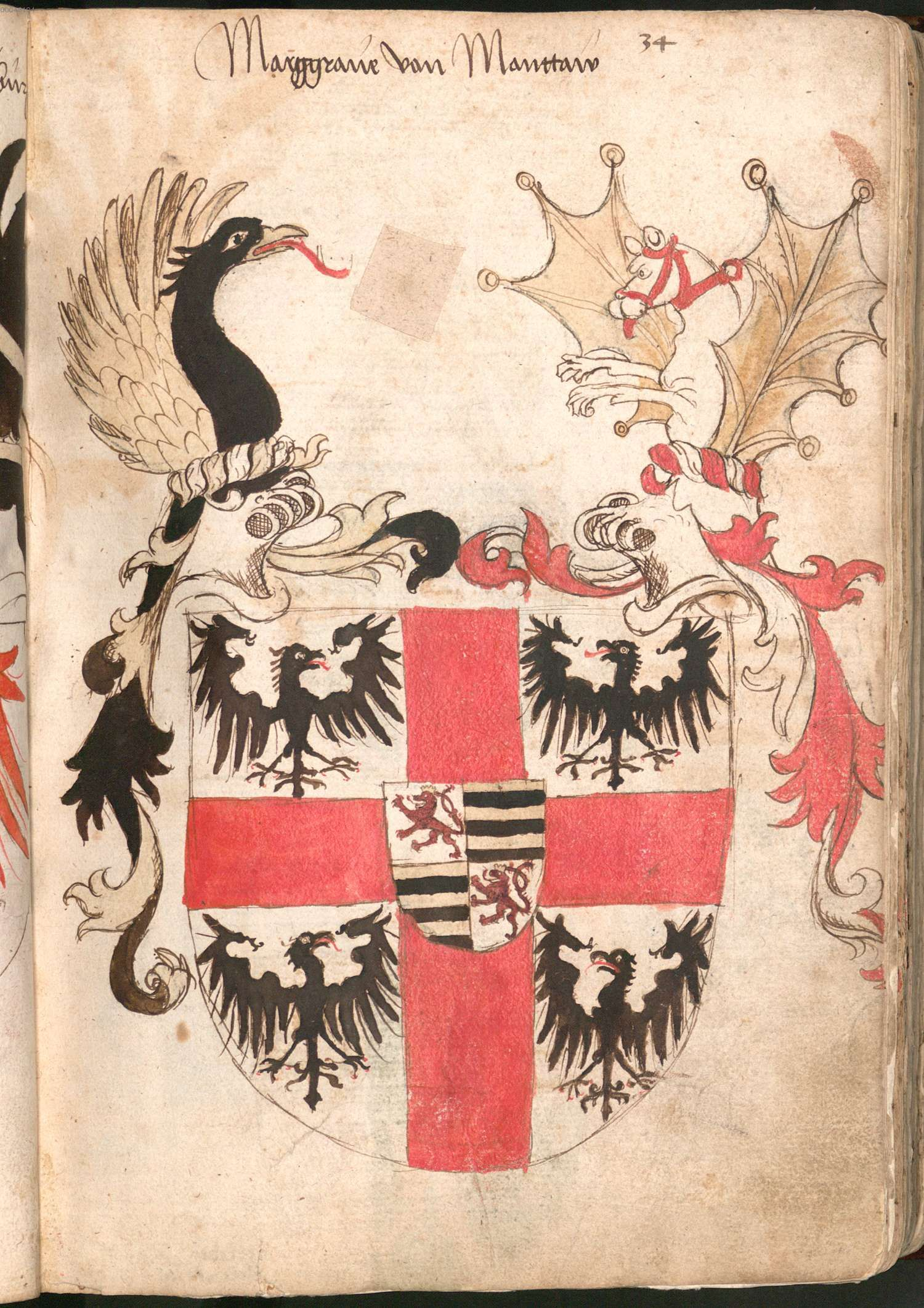
Wappen des Markgrafen von Mantua aus dem Hause Gonzaga (15. Jahrhundert)

Flagge von Mantua 1575–1707

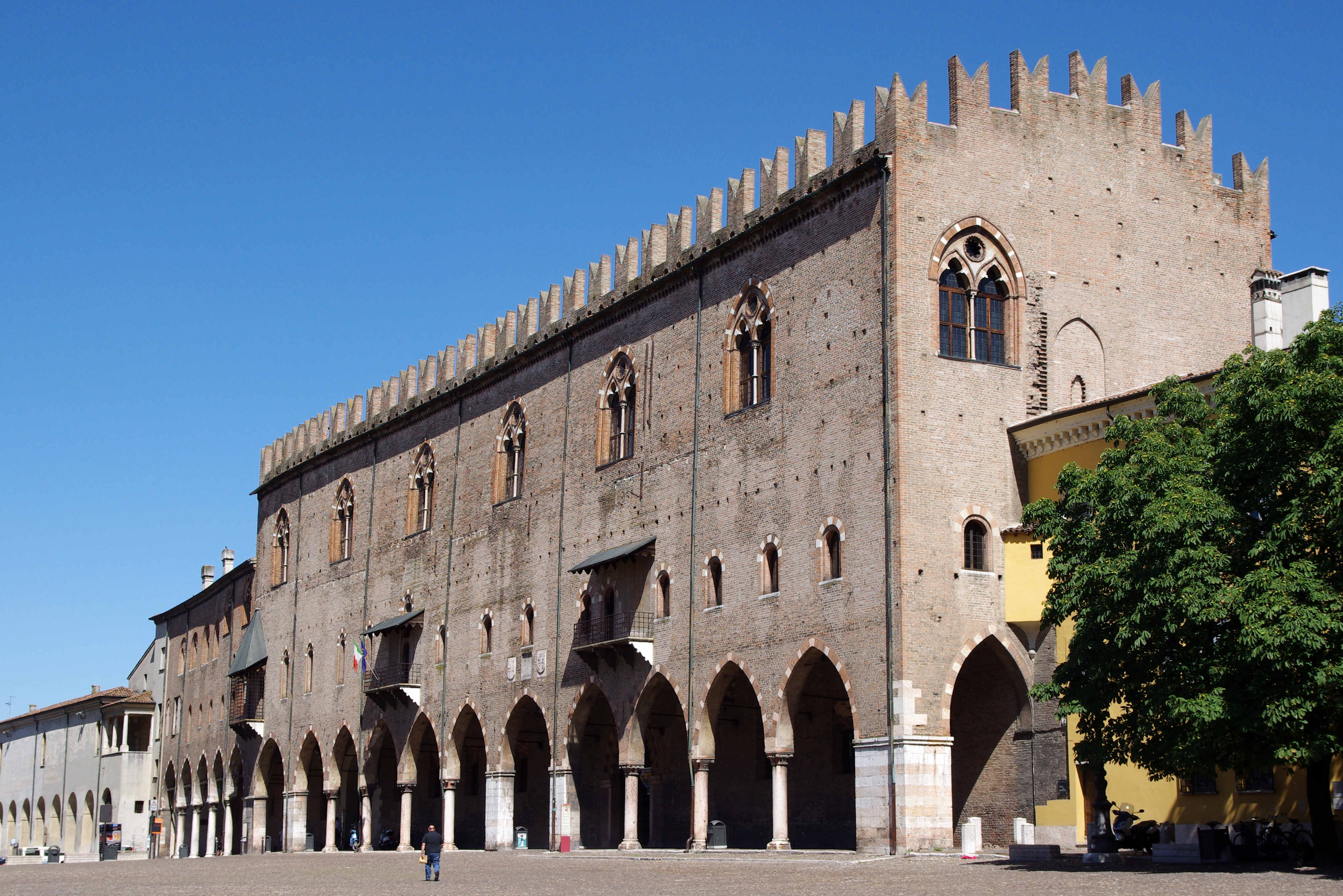
Der Palazzo Ducale (Herzogspalast) in Mantua

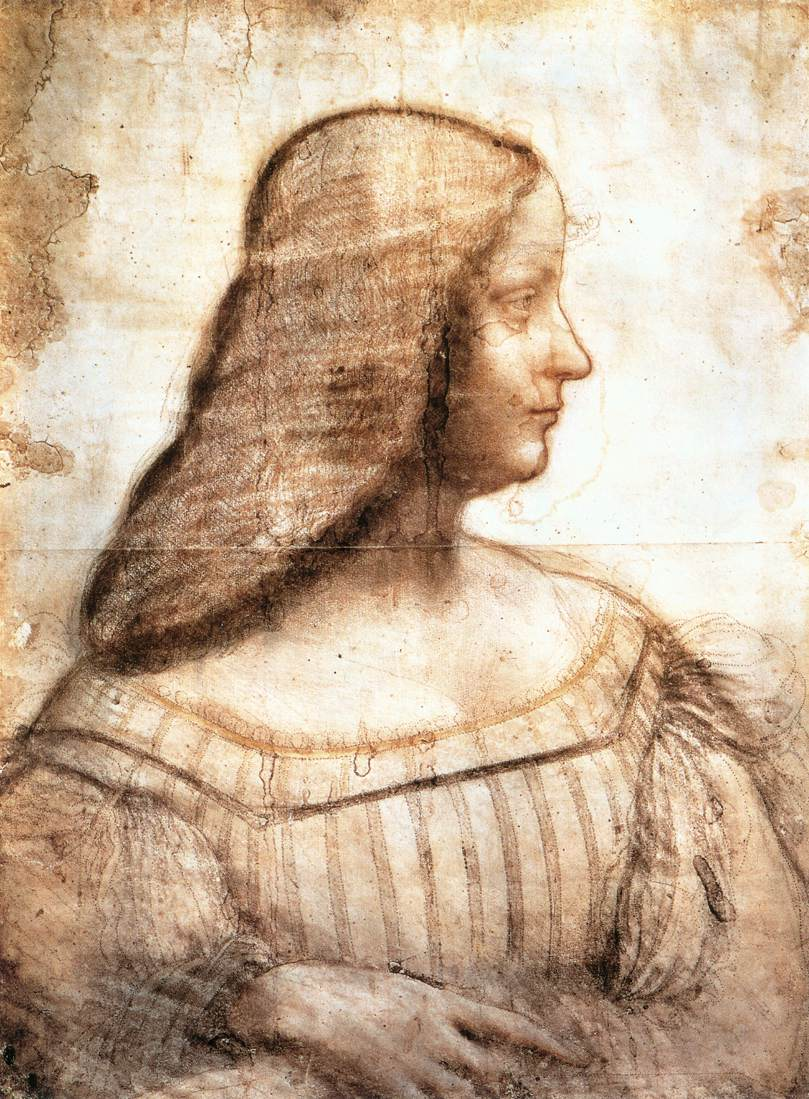
Isabella d’Este gezeichnet von Leonardo da Vinci

Das Herzogtum Mantua (italienisch Ducato di Mantova) war ein Territorium in Oberitalien im Spätmittelalter und der frühen Neuzeit. Hervorgegangen ist es aus der Stadtkommune Mantua in Verbindung mit einem Reichsvikariat. Seit 1433 bildete das Gebiet die Markgrafschaft Mantua. Seit 1530 war es Herzogtum. Beherrscht wurde das Gebiet von der Familie Gonzaga. Es wurde im 18. Jahrhundert Teil des unmittelbaren österreichisch-habsburgischen Herrschaftsbereichs in der Lombardei. 

## Aufstieg und Blütezeit
Heinrich VII. erklärte 1313 Rinaldo Bonacolsi (genannt Passerino) zum Reichsvikar. Sein Nachfolger Kaiser Ludwig der Bayer verlieh dann 1329 Luigi I. Gonzaga das Vikariat, der daraufhin Mantua zu einer umfassenden Herrschaft ausbaute. 1403 wurde es durch den – allerdings bereits abgesetzten – König Wenzel zur Markgrafschaft erklärt, was sein Nachfolger Sigismund 1433 für Gianfrancesco I. Gonzaga bestätigte.
Ähnlich wie das Herzogtum Modena verdankte Mantua sein Überleben der Funktion als Pufferstaat. Das Gebiet lag an einer strategisch ausgesprochen wichtigen Stelle zwischen dem Herzogtum Mailand, dem Herzogtum Parma-Piacenza, dem Herzogtum Modena, dem Kirchenstaat, dem Herzogtum Ferrara sowie der Republik Venedig. Es nahm im Wesentlichen den mittleren, fruchtbaren Teil der Poebene ein. 
Insbesondere in der Ära der mit Gianfrancesco II. Gonzaga verheirateten Isabella d’Este wurde der Hof in Mantua zu einem der wichtigsten Förderer der Künste in Europa.

## Anlehnung an Habsburg
Im 16. Jahrhundert war Mantua eng mit Habsburg verbunden. Im Jahr 1508 beteiligte sich Markgraf Gianfrancesco II. Gonzaga an der Liga von Cambrai, die gegen Venedig gerichtet war. In Anerkennung der treuen Unterstützung seiner Politik durch das Haus Gonzaga erhob Karl V. dessen Sohn Federico II. Gonzaga 1530 zum Herzog. Unter diesem kam zwischen 1536 und 1559 die Markgrafschaft Montferrat hinzu. Diese lag zwischen dem Herzogtum Savoyen, dem Herzogtum Mailand und dem Herzogtum Parma-Piacenza. Für den Kaiser haben die Herzöge von Mantua das östliche und westliche Oberitalien kontrolliert. Versuche, sich das Herzogtum Mailand einzuverleiben scheiterten. Die Familie Gonzaga blieb daher trotz erheblichen Wohlstandes insgesamt zu schwach, um eine eigene von Habsburg unabhängige Politik betreiben zu können.

## Konflikte um das Herzogtum
Herzog Karl Emanuel I. von Savoyen führte zwischen 1613 und 1617 Krieg um das Herzogtum Mantua oder wenigstens Montferrat zu gewinnen. Er stieß damit auf den Widerstand Spaniens, Österreichs und Venedigs und musste diesen Versuch aufgeben.
Nachdem die Hauptlinie der Familie Gonzaga 1627 ausgestorben war, hat Kaiser Ferdinand II. versucht die Herzogtümer Mantua und Montferrat als erledigtes Lehen einzuziehen. Dies führte zum Mantuanischen Erbfolgekrieg von 1630/31 mit Frankreich. Für Frankreich war die Kontrolle Mantuas und Montferrats von erheblicher Bedeutung, weil es dadurch eine bedeutende Machtposition in Oberitalien gewinnen konnte. Der Konflikt an dem unter anderem auch Savoyen und andere Staaten beteiligt waren, wurde ohne Rücksicht auf die zivile Bevölkerung geführt. Im Jahr 1630 wurde Mantua von den Kaiserlichen erobert, doch durch die Anforderungen des Dreißigjährigen Krieges in Deutschland musste der Kaiser 1631 weitgehend nachgeben. Als Ergebnis kam das Land an eine Nebenlinie der Gonzaga unter dem Duc de Nevers. Dieser musste einen Teil des Herzogtums Montferrat an Savoyen abgeben. Das Herzogtum Mantua verlor im Verlauf des Erbfolgekrieges drei Viertel der Einwohner und die Auseinandersetzung hinterließ völlig zerrüttete Staatsfinanzen. Bereits in den 1680er Jahren musste das Herzogtum das strategisch wichtige Casale an Frankreich verkaufen.

## Ende

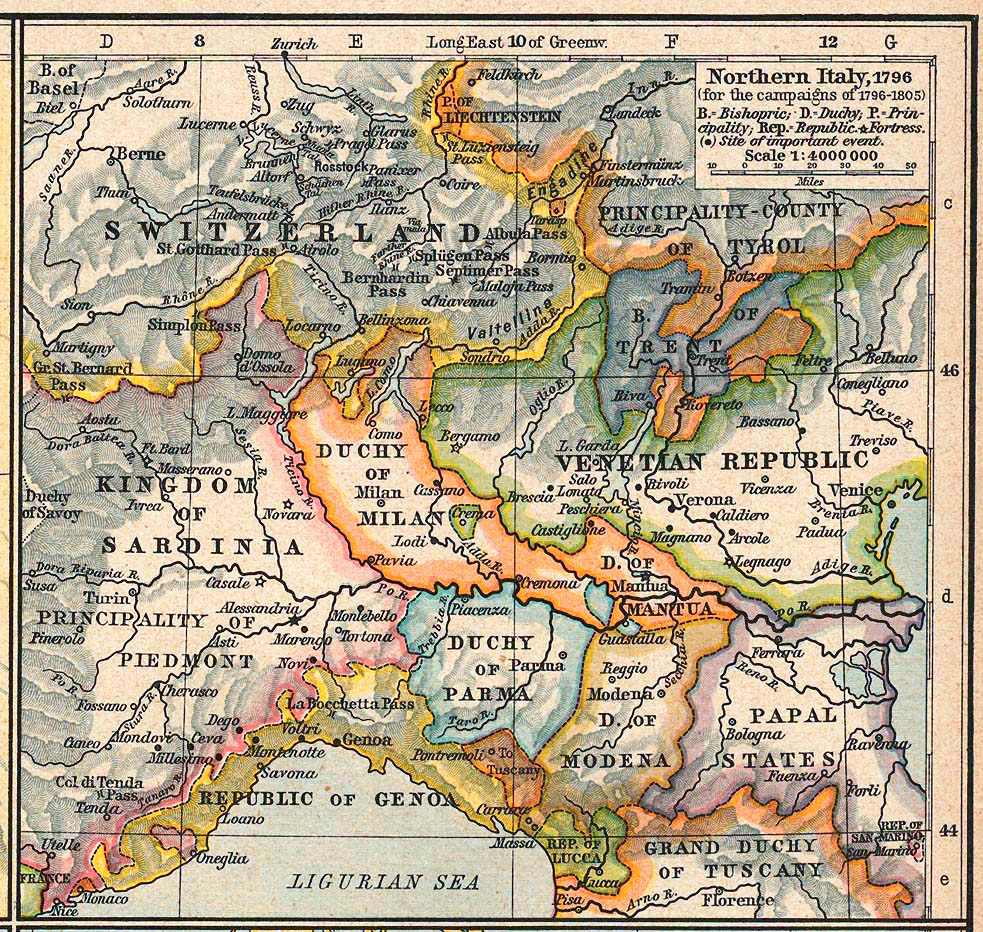
Oberitalien um 1796

Im spanischen Erbfolgekrieg zog Kaiser Leopold I. das Herzogtum Mantua ein, da der letzte Herzog Ferdinando Carlo von Gonzaga-Nevers sich auf die Seite Frankreichs gestellt hatte. Das Gebiet wurde mit dem bereits habsburgischen Herzogtum Mailand vereinigt. Der Rest von Montferrat fiel 1703 an Savoyen.

## Musik
Eine bedeutende Rolle spielte der Hof von Mantua um die Wende vom 16. zum 17. Jahrhundert, als Claudio Monteverdi für die Gonzaga als Hofkomponist wirkte. Dort wurde unter anderem auch seine Oper L’Orfeo uraufgeführt, eine der ersten Opern der Musikgeschichte.
Giuseppe Verdis Oper Rigoletto spielt in Mantua.

## Regenten
Linie Gonzaga
1. Luigi I. (Stadtherr von Mantua 1328–1360)
2. Guido (1360–1369, Graf von Mantua seit 1362)
3. Luigi II. (1369–1382)
4. Francesco I. (1382–1407)
5. Gianfrancesco I. (1407–1444, Markgraf von Mantua seit 1433)
6. Luigi III. genannt „il Turco“ (1444–1478)
7. Federico I. (1478–1484)
8. Gianfrancesco II. (1484–1519)
9. Federico II. (1519–1540, Herzog von Mantua 1530)
10. Francesco III. (1540–1550)
11. Guglielmo (1550–1587)
12. Vincenzo I. (1587–1612)
13. Francesco IV. (1612)
14. Ferdinando (1612–1626)
15. Vincenzo II. (1626–1627)

Linie Gonzaga-Nevers
1. Carlo I. (1630–1637), Herzog von Nevers und Rethel
2. Carlo III. (1637–1665), Herzog von Nevers und Rethel bis 1659
3. Carlo IV. (1665–1708), Regentschaft der Isabella Clara von Österreich bis 1669